# François Tracanelli
François Tracanelli (ur. 4 lutego 1951 w San Vito al Tagliamento) – francuski lekkoatleta, który specjalizował się w skoku o tyczce.
Dwukrotny olimpijczyk: Monachium 1972 oraz Montreal 1976. Trzykrotny medalista uniwersjady oraz halowy mistrz Europy (1971). W latach 1970–1977 trzy razy bił rekord Francji w skoku o tyczce. Rekord życiowy: 5,55 (23 sierpnia 1981, Nicea).

## Osiągnięcia
| Rok  | Impreza                     | Miejsce   | Lokata     | Wynik |
| ---- | --------------------------- | --------- | ---------- | ----- |
| 1970 | Halowe mistrzostwa Europy   | Wiedeń    | 1. miejsce | 5,30  |
| 1970 | Mistrzostwa Europy juniorów | Paryż     | 1. miejsce | 5,20  |
| 1970 | Uniwersjada                 | Turyn     | 3. miejsce | 5,30  |
| 1970 | Finał pucharu Europy        | Sztokholm | 3. miejsce | 5,15  |
| 1972 | Igrzyska olimpijskie        | Monachium | 8. miejsce | 5,10  |
| 1973 | Uniwersjada                 | Moskwa    | 1. miejsce | 5,42  |
| 1975 | Halowe mistrzostwa Europy   | Katowice  | 7. miejsce | 5,30  |
| 1975 | Mecz Polska – Francja       | Bydgoszcz | 4. miejsce | 5,10  |
| 1975 | Uniwersjada                 | Rzym      | 1. miejsce | 5,20  |
| 1976 | Halowe mistrzostwa Europy   | Monachium | 6. miejsce | 5,10  |
| 1976 | Igrzyska olimpijskie        | Montreal  |            | NM    |
| 1978 | Halowe mistrzostwa Europy   | Mediolan  | 7. miejsce | 5,20  |
| 1978 | Mistrzostwa Europy          | Praga     | 7. miejsce | 5,30  |